# Lac Fourchu
Le lac Fourchu est un lac de France situé dans les Alpes, en Isère, dans le massif du Taillefer, sur la commune de Livet-et-Gavet.

## Géographie
Le lac Fourchu est le plus étendu des lacs du plateau formé de roches moutonnées et constituant la partie nord du massif du Taillefer. Dominé par le Taillefer en lui-même situé au sud, le lac est entouré par le lac Canard au nord ainsi que le lac de la Veche, le lac Noir, le lac de l'Agneau et le lac Culasson au sud-est, à proximité d'un petit col reliant la vallée du ruisseau de Gavet à l'ouest au rif Garcin, affluent du torrent de la Lignare, à l'est, tous deux affluents de la Romanche. La zone périphérique du parc national des Écrins est située à quelques dizaines de mètres à l'est du lac.
Le lac Fourchu doit son nom à sa forme en « Y » bien qu'une des branches soit plus petite que l'autre. Le lac est alimenté par quelques petits torrents et les précipitations et son émissaire le quitte à son rivage sud-ouest en direction de l'ouest pour s'infiltrer dans le sol et alimenter le ruisseau de Gavet, affluent de la Romanche. La végétation aux abords du lac est intégralement composée d'une pelouse alpine, le rare arbre étant représenté par un conifère juché sur l'unique et minuscule îlot du lac. L'altitude de 2 048 mètres du lac fait qu'il est gelé et couvert de neige en hiver.

## Tourisme
Le lac Fourchu est d'accès relativement aisé notamment via le GR 50 au départ du lac du Poursollet à l'ouest ou du village d'Ornon à l'est ce qui en fait une destination populaire. Ce lac offre de nombreux départs d'itinéraire vers la vallée de la Romanche.

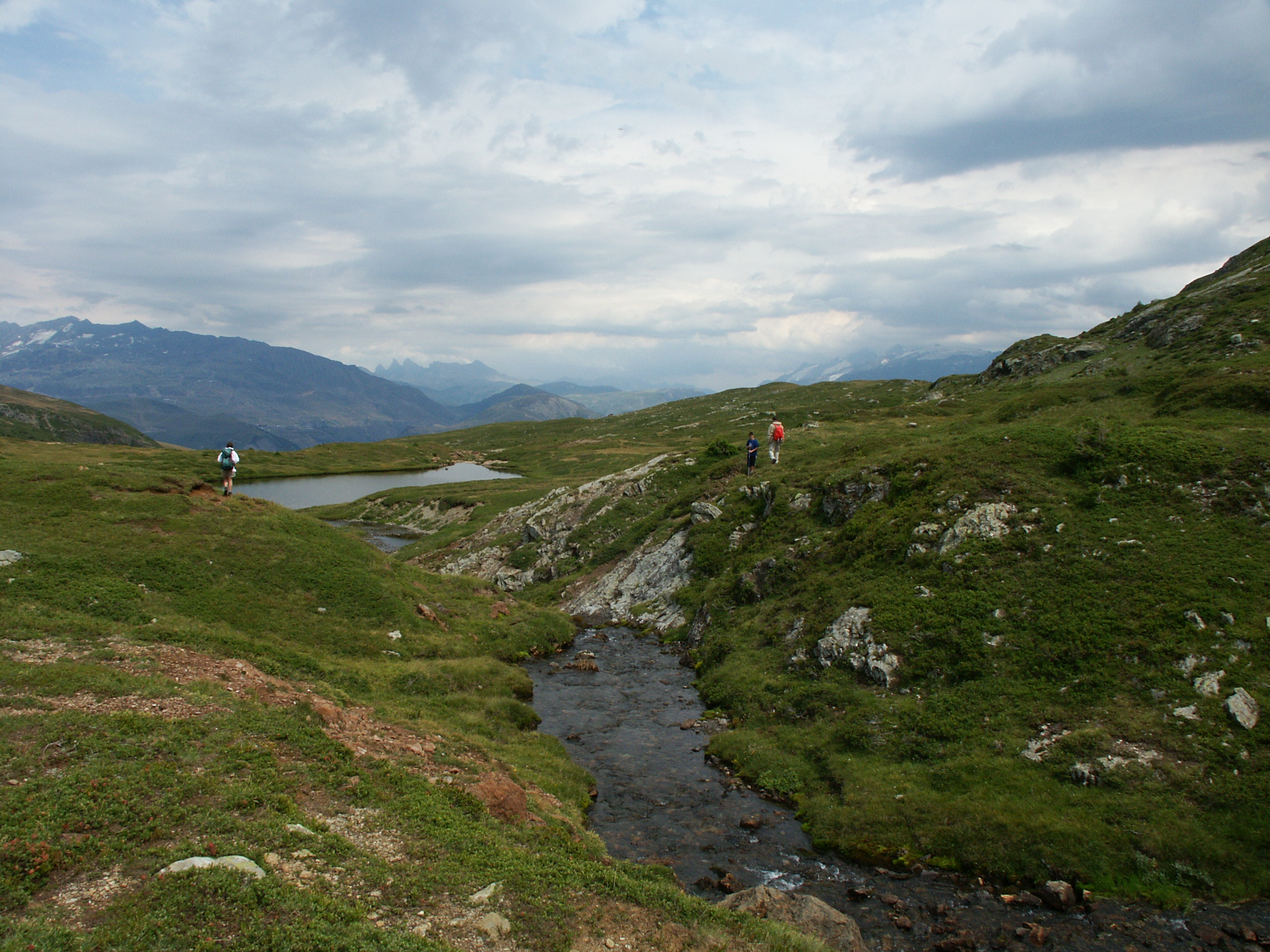
Randonneurs au lac Fourchu.